# 凶弾
『凶弾』（きょうだん）は、1982年に公開された日本映画。
石原裕次郎の甥である石原良純のデビュー作として宣伝され、同年度の日本アカデミー賞で新人俳優賞を受賞した。奥山和由の初プロデュース作品でもある。
瀬戸内シージャック事件を題材にしているが、八ヶ岳山麓や伊豆半島、湘南海岸を舞台に、「若者たちの青春群像劇」という切り口でドラマが作られている。奥山によれば、桑田佳祐が主演する企画もあったという。また、当時は無名俳優だった渡辺謙もこの映画のオーディションを受けていた。
客の不入りにより興行収入が振るわず、公開からわずか二週間で上映が打ち切られたことが当時マスコミで話題となった。

## キャスト
- 荒木英夫：石原良純
- 沼田昭彦：古尾谷雅人
- 水谷宏美：高樹澪
- 内山正一：山田辰夫

＜英夫の関係者＞ 
- 荒木知子：秋吉久美子
- 荒木正作：加藤嘉
- 森下周蔵：神山繁
- 森下久美子：岡部典子

＜長野県警＞
- 岩井部長刑事：田中邦衛
- 飯島刑事：岡本富士太
- 福本刑事部長：古谷一行（特別出演）
- 宮下課長：勝部演之
- 村田課長：川辺久造
- 中川警部補：阿藤海
- 堀江巡査：ふとがね金太

＜警察上層部＞
- 井口県警本部長：高橋悦史
- 角田警察庁局長：滝田裕介
- 武田警察庁長官：平幹二朗（特別出演）

＜狙撃班＞
- 東山信吾：勝野洋
- 狙撃班隊長：小林勝也
- 狙撃班：金子正次

＜熱海・イル.ド.バカンス号＞
- 矢吹船長：若山富三郎
- 航海士：山西道広

＜その他＞
- 銀行員：矢島美智子
- 浜村：片岡五郎
- タクシー運転手：青木卓

## スタッフ
- 原作 - 福田洋『狙撃』（後に『凶弾－瀬戸内シージャック事件』と改題）
- 製作 - 増田久雄、升本喜年
- 企画 - 奥山和由
- 脚本 - 石森史郎、北村彰、押川国秋
- 撮影 - 坂本典隆
- 照明 - 八亀実
- 美術 - 横山豊
- 録音 - 島田満
- 調音 - 小尾幸魚
- 効果 - 高橋正雄
- 編集 - 池田禅
- 音楽 - 羽田健太郎
- 音楽監督 - 鈴木清司
- 主題歌 - 山本達彦「LAST GOOD-BYE」「PACIFIC BLUE」
- 助監督 - 南部英夫
- 記録 - 宮下こずゑ
- 擬斗 - 國井正廣
- カースタント - スリーチェイス
- 現像 - 東京現像所
- 協力 - 美ヶ原高原美術館
- 製作協力 - プルミエ・インターナショナル
- 監督 - 村川透
- 製作 - 松竹映像、富士映画
- 配給 - 富士映画

## 備考
- プロデューサーの奥山和由によれば、当初は荒木英夫役には時任三郎、または隠し玉として桑田佳祐のラインで構想していたが、当時の上司から「第二の石原裕次郎がいる」と紹介されたのが石原良純だった。良純を見た奥山は「良家のボンボンの彼では犯罪者になれない。第一、眼に狂気が宿ってない」と猛反対したが、上司は「裕次郎といえば湘南。熱海でシージャックして湘南の江ノ島で銃撃される物語が良い」と主張。脚本を直したものの全く当たらず、初日に観客として来たのは石原慎太郎の後援会だけだった。[4]
- 『CLUB紳助』に奥山和由がゲスト出演した際、本作に言及している。島田紳助も当時、吉本興業が経営するうめだ花月の地下の映画館でよく映画観賞していたが、『凶弾』の際は劇場のドアを開けたところ、観客がいなかったと述べている。